# Liste der 32X-Spiele

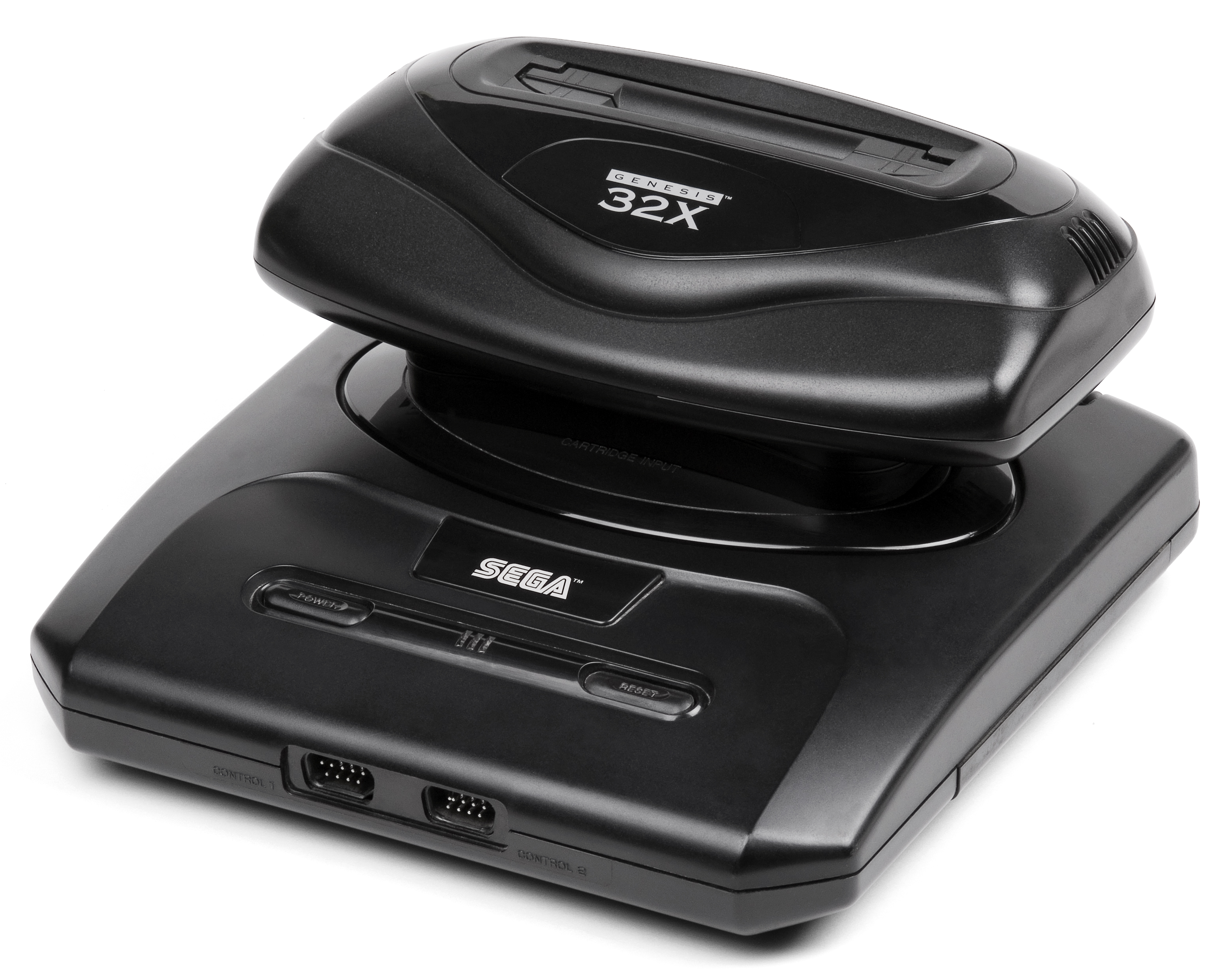
Ein 32X-Aufsatz, verbunden mit einem Mega Drive

Die folgende Liste enthält alle für die Konsolen-Hardwareerweiterung Sega 32X veröffentlichten Computerspiele, einschließlich der Titel, die neben dem 32X auch das Mega-CD-Laufwerk erforderten.

## Hintergrund
Das 32X ist eine Hardware-Erweiterung für die Spielkonsole Sega Mega Drive. Das unter dem Codenamen „Project Mars“ entwickelte Geräte sollte die Leistungsfähigkeit des Mega Drive erhöhen und als Übergangslösung bis zur Veröffentlichung des Sega Saturn dienen. Das 32X besaß vom Mega Drive abweichende Spielmodule und hatte seine eigene Spielebibliothek. Insgesamt wurden 40 Titel weltweit produziert, darunter sechs Spiele, die zusätzlich die Mega-CD-Erweiterung benötigten.
Hersteller Sega enthüllte das Gerät auf der IT-Messe Consumer Electronics Show im Juni 1994 und präsentierte es dort als „Einstieg für den armen Mann in die Spiele der ‚Nächsten Generation‘“. Nach der Vorstellung von Sega of Japan sollte es ursprünglich als neue, vollkommen eigenständige Konsole erscheinen und als günstige Alternative für Spieler zum Einstieg in die 32-Bit-Ära positioniert werden. Auf Vorschlag des Leiters der Abteilung Research and Development von Sega of America, Joe Miller, wurde die Konsole jedoch in eine Aufsteckerweiterung für das bereits erschienene Mega Drive umgewandelt und technisch aufgewertet, mit zwei 32-Bit-Prozessorchips und einem 3D-Grafikprozessor. Trotz dieser Änderungen konnte die Konsole weder das Interesse der Entwickler, noch der Konsumenten wecken, da die offizielle Nachfolgekonsole des Mega Drives, der Sega Saturn, bereits für das darauffolgende Jahr angekündigt worden war. Im Zusammenspiel mit dem Druck, die Erweiterung rechtzeitig zum Weihnachtsgeschäft 1994 in den Handel zu bringen, litt das 32X unter einer schwachen Auswahl an Spielen, darunter Portierung bereits älterer Mega-Drive-Spiel mit verbesserter Farbtiefe. Mit einem ursprünglichen Verkaufspreis von 159 US-Dollar gestartet, senkte Sega den Preis bereits nach wenigen Monaten auf 99 Dollar und leerte die Lagerbestände schließlich für 19,95 Dollar. Weltweit wurden 800.000 Einheiten verkauft.

## Spiele
| Regionen         | Beschreibung                                                                                              | Titel (Exklusiv) |
| ---------------- | --- | ---------------- |
| JP (Japan)       | Japanisch (NTSC-J) formatierte Veröffentlichungen                                                         | 27 (1)           |
| NA (Nordamerika) | Nordamerika und andere NTSC-Regionen, ohne Japan                                                          | 36 (10)          |
| PAL              | PAL/SECAM-Regionen: viele Staaten in Europa, Australien, Teile von Asien                                  | 18 (2)           |
| BR (Brasilien)   | NTSC-U-Regionen in Brasilien (einige System geben möglicherweise PAL-M aus, aber alle Spiele sind NTSC-U) | (1)              |

| Titel                                                     | Jahr | Mega-CD                               | Entwickler                   | Publisher                    | JP                          | NA                          | PAL                         | BR                          | Anm.          |
| --------------------------------------------------------- | ---- | ------------------------------------- | ---------------------------- | ---------------------------- | --------------------------- | --------------------------- | --------------------------- | --------------------------- | ------------- |
| After Burner                                              | 1995 | Rotes X oder Kreuzchensymbol für nein | Sega                         | Sega                         | Grünes Häkchensymbol für ja | Grünes Häkchensymbol für ja | Grünes Häkchensymbol für ja |                             | [ 6 ] [ 7 ]   |
| BC Racers                                                 | 1995 | Rotes X oder Kreuzchensymbol für nein | Core Design                  | U.S. Gold                    |                             | Grünes Häkchensymbol für ja |                             |                             | [ 8 ]         |
| Blackthorne                                               | 1995 | Rotes X oder Kreuzchensymbol für nein | Interplay                    | Interplay Tectoy (Brasilien) |                             | Grünes Häkchensymbol für ja |                             | Grünes Häkchensymbol für ja | [ 9 ] [ 10 ]  |
| Brutal: Above the Claw                                    | 1995 | Rotes X oder Kreuzchensymbol für nein | GameTek                      | GameTek                      |                             | Grünes Häkchensymbol für ja |                             |                             | [ 11 ]        |
| Corpse Killer                                             | 1994 | Grünes Häkchensymbol für ja           | Digital Pictures             | Digital Pictures             |                             | Grünes Häkchensymbol für ja | Grünes Häkchensymbol für ja |                             | [ 12 ]        |
| Cosmic Carnage (JP: Cyber Brawl)                          | 1994 | Rotes X oder Kreuzchensymbol für nein | Givro                        | Sega                         | Grünes Häkchensymbol für ja | Grünes Häkchensymbol für ja | Grünes Häkchensymbol für ja |                             | [ 13 ]        |
| Darxide                                                   | 1995 | Rotes X oder Kreuzchensymbol für nein | Frontier Developments        | Sega                         |                             |                             | Grünes Häkchensymbol für ja |                             | [ 14 ]        |
| Doom                                                      | 1994 | Rotes X oder Kreuzchensymbol für nein | id Software                  | Sega                         | Grünes Häkchensymbol für ja | Grünes Häkchensymbol für ja | Grünes Häkchensymbol für ja |                             | [ 15 ]        |
| Fahrenheit                                                | 1995 | Grünes Häkchensymbol für ja           | Sega Studios                 | Sega Tectoy (Brasilien)      |                             | Grünes Häkchensymbol für ja |                             |                             | [ 16 ] [ 17 ] |
| FIFA Soccer 96                                            | 1995 | Rotes X oder Kreuzchensymbol für nein | Extended Play Productions    | EA Sports                    |                             |                             | Grünes Häkchensymbol für ja |                             | [ 18 ]        |
| Golf Magazine: 36 Great Holes Starring Fred Couples       | 1994 | Rotes X oder Kreuzchensymbol für nein | Flashpoint Productions       | Sega                         | Grünes Häkchensymbol für ja | Grünes Häkchensymbol für ja | Grünes Häkchensymbol für ja |                             | [ 19 ]        |
| Knuckles’ Chaotix                                         | 1995 | Rotes X oder Kreuzchensymbol für nein | Sonic Team                   | Sega                         | Grünes Häkchensymbol für ja | Grünes Häkchensymbol für ja | Grünes Häkchensymbol für ja |                             | [ 20 ]        |
| Kolibri                                                   | 1995 | Rotes X oder Kreuzchensymbol für nein | Novotrade                    | Sega                         |                             | Grünes Häkchensymbol für ja | Grünes Häkchensymbol für ja |                             | [ 21 ] [ 22 ] |
| Metal Head                                                | 1995 | Rotes X oder Kreuzchensymbol für nein | Sega                         | Sega                         | Grünes Häkchensymbol für ja | Grünes Häkchensymbol für ja | Grünes Häkchensymbol für ja |                             | [ 23 ]        |
| Mortal Kombat II                                          | 1995 | Rotes X oder Kreuzchensymbol für nein | Probe                        | Acclaim Entertainment        | Grünes Häkchensymbol für ja | Grünes Häkchensymbol für ja | Grünes Häkchensymbol für ja |                             | [ 24 ]        |
| Motocross Championship                                    | 1995 | Rotes X oder Kreuzchensymbol für nein | Artech Studios               | Sega                         |                             | Grünes Häkchensymbol für ja | Grünes Häkchensymbol für ja |                             | [ 25 ]        |
| NBA Jam Tournament Edition                                | 1995 | Rotes X oder Kreuzchensymbol für nein | Iguana Entertainment         | Acclaim Entertainment        | Grünes Häkchensymbol für ja | Grünes Häkchensymbol für ja | Grünes Häkchensymbol für ja |                             | [ 26 ]        |
| NFL Quarterback Club                                      | 1995 | Rotes X oder Kreuzchensymbol für nein | IGS Games                    | Acclaim Entertainment        | Grünes Häkchensymbol für ja | Grünes Häkchensymbol für ja | Grünes Häkchensymbol für ja |                             | [ 27 ]        |
| Night Trap                                                | 1994 | Grünes Häkchensymbol für ja           | Digital Pictures             | Sega                         |                             | Grünes Häkchensymbol für ja | Grünes Häkchensymbol für ja |                             | [ 28 ]        |
| Pitfall: The Mayan Adventure                              | 1995 | Rotes X oder Kreuzchensymbol für nein | Activision                   | Activision                   |                             | Grünes Häkchensymbol für ja |                             |                             | [ 29 ]        |
| Primal Rage                                               | 1995 | Rotes X oder Kreuzchensymbol für nein | Probe                        | Time Warner Interactive      |                             | Grünes Häkchensymbol für ja | Grünes Häkchensymbol für ja |                             | [ 30 ]        |
| R.B.I. Baseball '95                                       | 1995 | Rotes X oder Kreuzchensymbol für nein | Tengen                       | Tengen                       |                             | Grünes Häkchensymbol für ja |                             |                             | [ 31 ]        |
| Sangokushi IV                                             | 1995 | Rotes X oder Kreuzchensymbol für nein | Koei                         | Koei                         | Grünes Häkchensymbol für ja |                             |                             |                             | [ 32 ]        |
| Slam City with Scottie Pippen                             | 1995 | Grünes Häkchensymbol für ja           | Digital Pictures             | Sega                         |                             | Grünes Häkchensymbol für ja | Grünes Häkchensymbol für ja |                             | [ 33 ]        |
| Space Harrier                                             | 1994 | Rotes X oder Kreuzchensymbol für nein | Sega-AM2                     | Sega                         | Grünes Häkchensymbol für ja | Grünes Häkchensymbol für ja | Grünes Häkchensymbol für ja |                             | [ 34 ]        |
| Spider-Man: Web of Fire                                   | 1996 | Rotes X oder Kreuzchensymbol für nein | BlueSky Software             | Sega                         |                             | Grünes Häkchensymbol für ja |                             |                             | [ 35 ]        |
| Star Trek: Starfleet Academy Starship Bridge Simulator    | 1995 | Rotes X oder Kreuzchensymbol für nein | Interplay                    | Interplay                    |                             | Grünes Häkchensymbol für ja |                             |                             | [ 36 ]        |
| Star Wars Arcade                                          | 1994 | Rotes X oder Kreuzchensymbol für nein | Sega Interactive             | Sega                         | Grünes Häkchensymbol für ja | Grünes Häkchensymbol für ja | Grünes Häkchensymbol für ja |                             | [ 37 ]        |
| Stellar Assault (USA: Shadow Squadron)                    | 1995 | Rotes X oder Kreuzchensymbol für nein | Sega                         | Sega                         |                             | Grünes Häkchensymbol für ja | Grünes Häkchensymbol für ja |                             | [ 38 ]        |
| Supreme Warrior                                           | 1995 | Grünes Häkchensymbol für ja           | Digital Pictures             | Sega                         |                             | Grünes Häkchensymbol für ja | Grünes Häkchensymbol für ja |                             | [ 39 ]        |
| Surgical Strike                                           | 1995 | Grünes Häkchensymbol für ja           | The Code Monkeys             | Tec Toy                      |                             |                             |                             | Grünes Häkchensymbol für ja | [ 40 ]        |
| T-MEK                                                     | 1995 | Rotes X oder Kreuzchensymbol für nein | Bits Studios                 | Time Warner Interactive      |                             | Grünes Häkchensymbol für ja | Grünes Häkchensymbol für ja |                             | [ 41 ]        |
| Tempo                                                     | 1995 | Rotes X oder Kreuzchensymbol für nein | Sega Red Company             | Sega                         | Grünes Häkchensymbol für ja | Grünes Häkchensymbol für ja |                             |                             | [ 42 ]        |
| Toughman Contest                                          | 1995 | Rotes X oder Kreuzchensymbol für nein | Visual Concepts              | Electronic Arts              |                             | Grünes Häkchensymbol für ja | Grünes Häkchensymbol für ja |                             | [ 43 ]        |
| Virtua Fighter                                            | 1995 | Rotes X oder Kreuzchensymbol für nein | Sega-AM2                     | Sega                         | Grünes Häkchensymbol für ja | Grünes Häkchensymbol für ja | Grünes Häkchensymbol für ja |                             | [ 44 ]        |
| Virtua Racing Deluxe                                      | 1994 | Rotes X oder Kreuzchensymbol für nein | Sega-AM2                     | Sega                         | Grünes Häkchensymbol für ja | Grünes Häkchensymbol für ja | Grünes Häkchensymbol für ja |                             | [ 45 ]        |
| World Series Baseball Starring Deion Sanders              | 1995 | Rotes X oder Kreuzchensymbol für nein | Blue Sky Software            | Sega                         |                             | Grünes Häkchensymbol für ja |                             |                             | [ 46 ] [ 47 ] |
| WWF Raw                                                   | 1995 | Rotes X oder Kreuzchensymbol für nein | Sculptured Software          | Acclaim Entertainment        | Grünes Häkchensymbol für ja | Grünes Häkchensymbol für ja | Grünes Häkchensymbol für ja |                             | [ 48 ]        |
| WWF WrestleMania: The Arcade Game                         | 1995 | Rotes X oder Kreuzchensymbol für nein | Sculptured Software          | Acclaim Entertainment        |                             | Grünes Häkchensymbol für ja |                             |                             | [ 49 ]        |
| Zaxxon's Motherbase 2000 (EU: Motherbase / JP: Parasquad) | 1995 | Rotes X oder Kreuzchensymbol für nein | CSK Research Institute Corp. | Sega                         | Grünes Häkchensymbol für ja | Grünes Häkchensymbol für ja | Grünes Häkchensymbol für ja |                             | [ 50 ]        |

## Eingestellte Titel
| Titel                  | Nachweis      |
| ---------------------- | ------------- |
| 32 Xtreme              | [ 51 ]        |
| NBA Action             | [ 52 ]        |
| Primetime NFL Football | [ 53 ]        |
| Ratchet and Bolt       | [ 54 ]        |
| Saban's VR Troopers    | [ 55 ]        |
| SegaSonic the Hedgehog | [ 56 ] [ 57 ] |
| Virtua Hamster         | [ 58 ]        |
| X-Men: Mind Games      | [ 59 ]        |